# Viola bangii
Viola bangii Rusby – gatunek roślin z rodziny fiołkowatych (Violaceae). Występuje naturalnie w Kolumbii, Ekwadorze, Peru i Boliwii. 

## Morfologia
PokrójBylina tworząca kłącza.
LiścieZebrane w rozetę. Blaszka liściowa ma jasnozieloną barwę i podługowato-lancetowaty kształt, z błoniastym fałszywym ogonkiem liściowym. Mierzy 10–20 mm długości oraz 2–4 mm szerokości, jest ząbkowana lub gęsto orzęsiona na brzegu, ma stłumioną nasadę i ostry wierzchołek. Nie mają przylistków.
KwiatyPojedyncze, wyrastające z kątów pędów. Płatki mają białą barwę z żółtym gardłem i niebieskimi żyłkami, dolny płatek posiada krótką i tępą ostrogę.
Gatunki podobneRoślina jest podobna do gatunku V. membranacea, lecz różni się od niego kształtem blaszki liściowej, jej nasadą i wielkością. Może być także mylony z V. replicata, który różni się omszoną, mniej lub bardziej siną blaszką liściową o odwrotnie jajowatym kształcie z zakrzywionym wierzchołkiem. Ponadto innym podobnym gatunkiem jest V. pygmaea, który różni się kształtem i wielkością liści, brzegiem blaszki liściowej oraz brakiem ogonków liściowych.

## Biologia i ekologia
Rośnie na torfowiskach i terenach trawiastych, często w wilgotnych miejscach. Występuje na wysokości od 3800 do 4500 m n.p.m. Kwitnie od wiosny do wczesnego lata. 